# 兔子山遗址
兔子山遗址位于湖南省益阳市，该地在中华人民共和国建国后挖掘出大量战国时期楚国、秦朝、张楚、西汉、东汉、三国时期吴国的简牍，简牍主要是完整地记录了各时期湖南益阳市的古县衙运转情况，简牍的时代延续长、数量巨大，是研究中国古代政治、经济、司法制度的历史材料，可以了解当时益阳地区的政府运作、官吏百姓的生活情况。该遗址发掘的简牍现存于湖南省长沙市长沙简牍博物馆。

## 概述
兔子山遗址位于湖南省益阳市赫山区三里桥铁铺岭社区，该地有河流资水、兰溪河交汇。湖南省文物考古研究所在该地挖掘出东周一直到南宋的文化痕迹，文化堆积主要以六朝到唐宋时期为主。该遗址挖掘出大批生活器具，有铁质、铜质的刀、削、锛、锯等，空心砖、陶器、漆木器，简牍，铜镜等。

### 空心砖
空心砖的长度达到140厘米，宽度达到35厘米，厚度达到27厘米。

### 陶器
陶器属于大型陶器，主要是陶釜、陶盆、陶罐。

### 简牍
该遗址发掘14口古井，在9口古井中挖掘出简牍5000片，主要是木简和竹简，一般的木简和竹简长度达到23.5厘米，宽度达到1.2到1.8厘米，大型木简和竹简的长度达到49厘米，宽度达到6.5厘米，字的书写工具是毛笔墨书，简牍字迹清晰，主要是隶书，主要内容是记录长沙国或长沙郡益阳县县衙的刑事案件的审结，包括年月日，官吏姓名，犯罪人员姓名，案件地点和经过，判决结果，记录者等，范围包括益阳、茶陵、临湘、索、南阳宛邑、南郡江陵新安里、万岁亭、益阳亭等地区，官吏级别包括守、相、令、长、掾、史、佐、尉、中尉、亭长。

## 重大发现

### 东周
简牍中有周穆王南巡死在益阳“不返”的说法。

### 秦汉之际
在该遗址发掘出一个“觚”，觚是一中古代写字用的木板，觚上写有“张楚之岁”（秦二世胡亥二年），表明秦朝灭亡之后，诞生了一个短暂的王朝“张楚”，是陈胜、吴广建立的政权。

## 疑问
该遗址的简牍纯粹用毛笔墨书，但是出土之后字迹清晰，为何千年以来简牍的墨迹不散，是一个疑问。

## 相关资料
楚简：1951、1953、1954年在湖南省长沙市出土，1953年在长沙仰天湖楚墓出土的最完整、字迹清晰。1987年慈利石板村的36号墓出土1000余片，字数超过2万，是先秦古籍，包括未曾流传下来的古籍。
秦简：2002年里耶出土36000余片，其中包括乘法口诀。
汉简：1972年长沙马王堆，1993年渔阳王后墓，2003年长沙走马楼，2004年长沙东牌楼，2010年长沙新世纪百货大楼等地。
三国简：1996年长沙走马楼出土10万余片。